# Kurt Illies
Kurt Illies (* 18. November 1906 in Hamburg; † 19. März 1987 ebenda) war ein deutscher Maschinenbauingenieur und Hochschullehrer, dessen Arbeitsschwerpunkt auf dem Gebiet der Antriebsanlagen von Schiffen lag.

## Leben
Kurt Illies wurde 1906 als Sohn von Alma Illies, geborene Rabeler, und des Malers und Graphikers Arthur Illies in Hamburg geboren, ging hier zur Schule und absolvierte sein Maschinenbaupraktikum bei Blohm & Voss. 1930 schloss er sein Maschinenbaustudium mit dem Diplom der Technischen Hochschule München ab. Zum 1. Juni 1931 trat er der NSDAP bei (Mitgliedsnummer 538.071). Danach fuhr er einige Jahre zur See, übte praktische Tätigkeiten in verschiedenen Firmen aus und trat 1935 in die Hamburger Werft von Blohm & Voss ein. 1942 wurde er hier Leiter des Konstruktionsbüros für Dampfkessel und Dampfturbinen und verbesserte die Hochdruckheißdampfanlagen nach dem Bensonprinzip. Neben seiner beruflichen Tätigkeit arbeitete er an seiner Doktorarbeit und reichte 1940 seine Promotionsarbeit an der Technischen Universität Braunschweig ein. Damit wurde er zum Dr.-Ing. promoviert.
Nach dem Krieg arbeitete Illies zunächst in dem Maschinenbauunternehmen Bau- und Montagegesellschaft Hamburg, das die Interessen von Blohm & Voss während des Verbotes und der Demontage vertrat. 1949 erhielt er einen Lehrauftrag an der Technischen Hochschule Hannover, ab 1950 war er dort als Honorarprofessor tätig und wurde 1952 zum ordentlichen Professor für Schiffsmaschinenbau ernannt. Dort wirkte er bis zu seiner Emeritierung als Lehrstuhlinhaber. In Hannover wurde unter seiner maßgeblichen Organisation die Schiffstechnik neu aufgebaut, da die Schiffstechnik an der Danziger Hochschule nicht mehr zur Verfügung stand und an der Technischen Hochschule Berlin nur noch eingeschränkt geforscht werden durfte.
Nachdem Illies 1955 dort eine Arbeitsgruppe gegründet hatte, um den geeignetsten Reaktortyp für einen nuklearen Schiffsantrieb zu ermitteln, gründete er 1956 mit dem Kieler Kernphysik-Professor Erich Bagge die Gesellschaft für Kernenergieverwertung in Schiffbau und Schifffahrt (GKSS) in Geesthacht und trieb die Entwicklung von Schiffsnuklearantrieben in Deutschland entscheidend voran. Illies’ Grundlagenarbeit trug wesentlich zum späteren Bau des nuklear betriebenen Erzfrachters Otto Hahn bei, er trennte sich aber 1960 von diesem Projekt, da er die Freiheit seiner Forschungsarbeit von Wirtschaftsinteressen bedroht sah.
Kurt Illies war evangelisch, verheiratet mit der Medizinerin Irmgard Illies, geborene Kissel, und hatte drei Kinder.

## Sonstige Aktivitäten und Würdigungen
1932 wurde Illies Mitglied der Schiffbautechnischen Gesellschaft, in der er dem Fachausschuss Schiffsmaschinenbau vorsaß. Von der Gesellschaft wurde er 1963 mit der Silbernen und 1972 mit der Goldenen Denkmünze geehrt. Von 1966 bis 1979 war er Vorsitzender der Schiffbautechnischen Gesellschaft in Hamburg und wurde 1979 mit der Ehrenmitgliedschaft geehrt. Ab 1940 war er ordentliches Mitglied der Braunschweiger Wissenschaftlichen Gesellschaft. 1977 wurde Illies für seine Verdienste um die Schiffbauforschung die Ehrendoktorwürde (Dr.-Ing. E. h.) der Technischen Universität Berlin verliehen. Er war außerdem Mitglied der Society of Naval Architects and Marine Engineers (SNAME) und des Vereins Deutscher Ingenieure (VDI). Illies verstarb am 19. März 1987 in Hamburg. Neben vielen Vorträgen und rund 200 Beiträgen für Fachzeitschriften veröffentlichte Illies ein dreibändiges Werk über Schiffskessel sowie das Handbuch für Schiffsingenieure und Seemaschinisten (Ludwig/Illies) und spätere Auflagen als alleiniger Verfasser (heute Meier-Peter/Bernhardt).

## Schriften (Auswahl)
- Zweckmässige Kesselbauarten für Seeschiffe. In: Jahrbuch der Schiffbautechnischen Gesellschaft. Band 44, 1950.
- Entwicklung der Antriebsanlagen für Seeschiffe. In. Hansa. Band 92.
- mit Georg Schnadel: Forschung im Schiffbau vor der Kriege und die Tätigkeit der British Shipbuilding Research Association. Schiffahrts-Verlag „Hansa“, Hamburg 1954.
- Kernenergie für Schiffsantriebe. Schiffahrts-Verlag „Hansa“, Hamburg 1957.
- Untersuchungen über die Verbesserung der Wirtschaftlichkeit von Dampfantriebsanlagen. Schiffahrts-Verlag „Hansa“, Hamburg 1957.
- Handbuch für Schiffsingenieure und Seemaschinisten. Vieweg, Braunschweig 1958.
- Schiffskessel. Vieweg, Braunschweig 1960–1962.
- Über die Bedeutung der Technik und die Aufgabe des Ingenieurs. Gemeinnützige Verwaltungsgesellschaft für Wissenschaftspflege, Essen-Bredeney 1963.
- mit J. Legrand: Die Bau- und Betriebskosten einer Kernenergie-Antriebsanlage für Handelsschiffe im Vergleich zu denen herkömmlicher Handelsschiffe unter Voraussetzung gleicher Benutzung mit dem Ziel gleicher Wirtschaftlichkeit. Europäische Atomgemeinschaft, Brüssel 1964.
- Schiffstechnik heute und morgen. Schiffahrts-Verlag „Hansa“, Hamburg 1968.
- Handbuch der Schiffsbetriebstechnik. Vieweg, Braunschweig 1972.

## Einzelbelege
1. ↑  Bundesarchiv R 9361-IX KARTEI/17580333
2. ↑  Alumni Campus Archivierte Kopie (Memento des Originals vom 7. März 2016 im Internet Archive)  Info: Der Archivlink wurde automatisch eingesetzt und noch nicht geprüft. Bitte prüfe Original- und Archivlink gemäß Anleitung und entferne dann diesen Hinweis.
3. ↑  Im Gründer-Dschungel. In: Der Spiegel. Nr. 32, 3. August 1960.

| Personendaten    | Personendaten                   |
| ---------------- | ------------------------------- |
| NAME             | Illies, Kurt                    |
| KURZBESCHREIBUNG | deutscher Maschinenbauingenieur |
| GEBURTSDATUM     | 18. November 1906               |
| GEBURTSORT       | Hamburg                         |
| STERBEDATUM      | 19. März 1987                   |
| STERBEORT        | Hamburg                         |